# Hiến Ý Vương hậu
Hiến Ý Vương hậu Lưu thị (tiếng Hàn: 헌의왕후 유씨; Hanja: 獻懿王后 劉氏) là vương hậu Cao Ly và là vợ thứ hai của Cao Ly Cảnh Tông. Bà không có hậu duệ với nhà vua và cũng giống như các vương hậu Cao Ly khác. Từ cuộc hôn nhân này, Hiến Ý Vương hậu trở thành vương hậu thứ 2 sau Đại Mục Vương hậu thay đổi thị tộc (họ) của mình, lấy họ bên ngoại. Bà là con của Văn Nguyên Đại vương và Văn Huệ Vương hậu, ngoài ra còn có 2 người anh trai lớn nhưng tất cả đều mất lúc trẻ. Đại Mục Vương hậu trước đây là dì của bà, nay là mẹ chồng của bà.

## Văn hóa đại chúng
- Thể hiện bởi Choi Young-Wan trong bộ phim truyền hình KBS2 2009 Empress Cheonchu.[6]